# Голдстоунський радар Сонячної системи
Голдстоунський радар Сонячної системи (англ. Goldstone Solar System Radar) — велика радарна установка у США, яка використовується для дослідження об'єктів Сонячної системи. Радар розташований у пустелі Мохаве поблизу Барстоу в Каліфорнії. 70-метрова антена DSS 14 у Голдстоунському комплексі далекого космічного зв'язку включає передавач X-діапазону (8500 МГц) потужністю 500 кіловат і малошумний приймач. Радар використовується для огляду Меркурія, Венери, Марса, астероїдів, супутників Юпітера і Сатурна. Іншим подібним приладом був радар обсерваторії Аресібо, але після її руйнування Голдстоунівський радар залишився єдиним приладом такого типу у світі.

## Спостереження планет
Голдстоунівський радар може працювати в двох різних режимах. У режимі моностатичного радара він як передає, так і приймає. У режимі бістатичного радара він тільки передає сигнал, а приймають його інші радіоастрономічні засоби. Незважаючи на організаційні труднощі, це дає дві переваги: передавач не потрібно вимикати, щоб дозволити приймачу реєструвати сигнал, і це дозволяє використовувати інтерферометрію для отримання додаткової інформації з відбитого сигналу.
Об’єкти, досліджені за допомогою Голдстоунівського радара, включають:
- Меркурій: зокрема, використання просторово розділених приймачів дозволило дуже точно виміряти положення його полюсів, дослідити його лібрацію і таким чином показати, що Меркурій має рідке ядро.
- Венера[3]
- Марс: Голдстоунівський радар широко використовується для перевірки характеристик поверхні для розташування посадкових модулів на Марс.
- Астероїди: невеликі астероїди виглядають в наземні оптичні телескопи як точкові джерела світла, однак радар може знімати їх з роздільною здатністю в кілька метрів. Наприклад, астероїд 4179 Тоутатіс знімали в 1992, 1996, 2000, 2004, 2008 і 2012 роках. Хоча космічні апарати можуть отримувати ще детальніші зображення астероїдів, радіолокаційна астрономія може досліджувати набагато більшу кількість астероїдів з різними характеристиками[4][5].
- Супутники Юпітера
- Кільця Сатурна

|                      |
| 4179 Тоутатіс у 1996 |

|                         |
| (53319) 1999 JM8 у 1999 |

|                           |
| (308635) 2005 YU55 у 2011 |

## Інші застосування
- Відновлення управління космічною сонячною обсерваторією SOHO після втрати контролю над її орієнтацією[6][7].
- Огляд орбітального сміття, що обертається навколо Землі.